# برزووا (ناحیه بروون)
برزووا (به چکی: Březová) یک منطقهٔ مسکونی در جمهوری چک است که در ناحیه بروون واقع شده‌است. برزووا ۴٫۶۶ کیلومتر مربع مساحت و ۲۷۰ نفر جمعیت دارد و ۳۵۱ متر بالاتر از سطح دریا واقع شده‌است.